# Rybners Gymnasium
Rybners er navnet for fusionen af Esbjerg Statsskole og Esbjerg Handelsskole, som trådte i kraft pr. 1/1-2011.
Den 4. Maj 2010 offentliggjorde Esbjerg Statsskole og Esbjerg Handelsskole i fællesskab at de agtede at fusionere, og dermed skabe et "supergymnasium" der vil samle de almene studieretninger (stx), såvel som de handelsgymnasiale studieretninger (hhx) i samme institution. 
Den 16/12-2010 blev det efter en del polemik endeligt offentliggjort, at den fusionerede skoles navn ville blive Rybners Gymnasium; opkaldt efter Olaf S.K. Rybner Petersen, som har spillet en rolle i begge skolers tidlige historie. Det af bestyrelsen først valgte navn, Esbjerg City College  (efter en åben navnekonkurrence), vakte stor modstand. En afstemning blandt elever og ansatte endte derfor med beslutningen om at hædre Rybner ved at lade den nye institution bære hans navn.

## Fodnoter
1. ↑  "JV.dk – Nyheder – Esbjerg – Fusionsforvirring: Rybners vinder over Esbjerg City College". Arkiveret fra originalen 18. december 2010. Hentet 16. december 2010.
2. ↑  "JV.dk – Nyheder – Esbjerg – Fusion: Handelsskolen og statsskolen går sammen om nyt supergymnasium". Arkiveret fra originalen 7. maj 2010. Hentet 16. december 2010.
3. ↑  referat 10.11.2010 — Esbjerg Statsskole (Webside ikke længere tilgængelig)
4. ↑  View Document — Esbjerg Statsskole (Webside ikke længere tilgængelig)
5. ↑  "JV.dk – Nyheder – Esbjerg – Nyt gymnasium skal have nyt navn – Igen". Arkiveret fra originalen 15. december 2010. Hentet 16. december 2010.